# ギニアの首相
ギニアの首相（ギニアのしゅしょう）は、ギニア共和国における政府の長。

## 概要
2010年に公布されたギニア共和国の憲法（2020年の国民投票で一部改正）では、首相はギニア共和国における政府の長であり、大統領が任命・罷免する（第55条）。首相は行政権を有し（第58条）、政府の活動を指揮、統制、調整、鼓舞する責任を負っている（第52条）ほか、大統領が留保している以外の全ての官職を任命することができる（第58条）。首相は任命されたら一般的な政策に関する演説を議会で行い、その後議会で投票を伴わない討議が行われる（第57条）。
大統領は首相が提示した人事案を基にして閣僚を任命・罷免する。首相は大統領に責任を負う（第53条）ほか、閣僚は首相に対して責任を負う（第55条）。首相は大統領より委任される形で閣僚評議会の議長を務める（第56条）。首相はその権限の一部を閣僚に委任することが可能である（第58条）。
首相は法律および司法の決定の執行を保証する。このため憲法で別途定められている規定に基づいて規制権を行使できる。また社会対話の促進に責任を持ち、社会的パートナーや政党との合意事項が守られていることを確認する。また省庁間協議会を主宰する（第58条）。
首相は大統領、閣僚などともに、自分自身もしくは代理を通じてでも、国に属する資産を購入したり借りることはできない。また国内、あるいは管理下に置かれた行政機関などの公的・私的な市場に参加することはできない（第39条）。
高等司法裁判所で首相が弾劾された場合は職務停止となる。その後の裁判で有罪判決となれば失職し、無罪判決が下れば職務に復帰できる（第120条）。
（出典）Guinea's Constitution of 2010
ただし2021年9月5日に軍事クーデターが発生し、政権を握った軍事政権は憲法の停止を宣言している。

## 近年の動向
2020年3月22日の国民投票にてアルファ・コンデ大統領の3選出馬を可能とする憲法改正案が可決され、10月18日の大統領選挙で当選を果たしたものの翌2021年9月5日に軍事クーデターが発生し、コンデ政権は崩壊。代わりに実権を握ったママディ・ドゥンブヤ暫定大統領により10月6日、モハメド・ベアヴォギが首相に任命された。

## 歴代首相の一覧
斜体の日付は、職務として事実上継続していることを示している。
| 代                                          | 肖像                                                                | 首相                                                       | 就任日           | 退任日            | 所属政党         | 元首（大統領）                                               |
| フランス領ギニア                            | フランス領ギニア                                                    | フランス領ギニア                                           | フランス領ギニア | フランス領ギニア  | フランス領ギニア | フランス領ギニア                                             |
| ------------------------------------------- | ------------------------------------------------------------------- | ---------------------------------------------------------- | ---------------- | ----------------- | ---------------- | ------------------------------------------------------------ |
| -                                           | セク・トゥーレAhmed Sékou Touré                                     | セク・トゥーレ Ahmed Sékou Touré                           | 1957年5月14日    | 1958年7月26日     | PDG              | ジャン・ラマディエ（知事） ジャン・モーベルナ（知事代理）    |
| -                                           | セク・トゥーレAhmed Sékou Touré                                     | セク・トゥーレ Ahmed Sékou Touré                           | 1958年7月26日    | 1958年10月2日     | PDG              | ジャン・モーベルナ（知事代理）                               |
| ギニア共和国                                |                                                                     |                                                            |                  |                   |                  |                                                              |
| -                                           | セク・トゥーレAhmed Sékou Touré                                     | セク・トゥーレ Ahmed Sékou Touré                           | 1958年10月2日    | 1961年1月28日     | PDG              | (自分自身）                                                  |
| 1                                           | ルイス・ランサナ・ベアボギLouis Lansana Beavogui                    | ルイス・ランサナ・ベアボギ Louis Lansana Beavogui          | 1972年4月26日    | 1984年4月3日      | PDG              | セク・トゥーレ                                               |
| 2                                           | ディアラ・トラオレDiarra Traoré                                     | ディアラ・トラオレ Diarra Traoré                           | 1984年4月5日     | 1984年12月18日    | Mil              | ランサナ・コンテ                                             |
| （職務廃止、1984年12月18日 - 1996年7月9日） |                                                                     |                                                            |                  |                   |                  |                                                              |
| 3                                           | シディア・トゥーレ（英語版）Sidya Touré                             | シディア・トゥーレ Sidya Touré                             | 1996年7月9日     | 1999年3月8日      | 無所属           | ランサナ・コンテ                                             |
| 4                                           | ラミネ・シディメ（英語版）Lamine Sidimé                             | ラミネ・シディメ Lamine Sidimé                             | 1999年3月8日     | 2004年2月23日     | PUP              | ランサナ・コンテ                                             |
| 5                                           | フランソワ・ロンセニ・ファル（英語版）François Louceny Fall         | フランソワ・ロンセニ・ファル François Louceny Fall         | 2004年2月23日    | 2004年4月30日     | PUP              | ランサナ・コンテ                                             |
| （空席、2004年4月30日 - 2004年12月13日）    |                                                                     |                                                            |                  |                   |                  |                                                              |
| 6                                           | セル・ダーレン・ディアロCellou Dalein Diallo                        | セル・ダーレン・ディアロ Cellou Dalein Diallo              | 2004年12月13日   | 2006年4月5日      | PUP              | ランサナ・コンテ                                             |
| （職務廃止、2006年4月5日 - 2007年2月9日）   |                                                                     |                                                            |                  |                   |                  |                                                              |
| 7                                           | ウジェーヌ・カマラ（英語版）Eugène Camara                           | ウジェーヌ・カマラ Eugène Camara                           | 2007年2月9日     | 2007年3月1日      | PUP              | ランサナ・コンテ                                             |
| 8                                           | ランサナ・クヤテ（英語版）Lansana Kouyaté                           | ランサナ・クヤテ Lansana Kouyaté                           | 2007年3月1日     | 2008年5月23日     | 無所属           | ランサナ・コンテ                                             |
| 9                                           | アフメド・ティジャンヌ・スアレ（英語版）Ahmed Tidiane Souaré        | アフメド・ティジャンヌ・スアレ Ahmed Tidiane Souaré        | 2008年5月23日    | 2009年1月2日      | 無所属           | ランサナ・コンテ アブバカル・ソンパレ ムサ・ダディス・カマラ |
| 10                                          | カビネ・コマラKabiné Komara                                         | カビネ・コマラ Kabiné Komara                               | 2009年1月2日     | 2010年1月26日     | 無所属           | ムサ・ダディス・カマラ セクバ・コナテ                        |
| 11                                          | ジャン・マリー・ドレ（英語版）Jean-Marie Doré                       | ジャン・マリー・ドレ Jean-Marie Doré                       | 2010年1月26日    | 2010年12月22/24日 | UPG              | セクバ・コナテ                                               |
| 12                                          | モハメド・サイード・フォファナMohamed Saïd Fofana                   | モハメド・サイード・フォファナ Mohamed Saïd Fofana         | 2010年12月24日   | 2015年12月29日    | 無所属           | アルファ・コンデ                                             |
| 13                                          | ママディ・ユーラ（英語版）Mamady Youla                              | ママディ・ユーラ Mamady Youla                              | 2015年12月29日   | 2018年5月24日     | 無所属           | アルファ・コンデ                                             |
| 14                                          | イブラヒマ・カッソーリ・フォファナ（英語版）Ibrahima Kassory Fofana | イブラヒマ・カッソーリ・フォファナ Ibrahima Kassory Fofana | 2018年5月24日    | 2021年9月5日      | GPT              | アルファ・コンデ                                             |
| （空席、2021年9月5日 - 2021年10月6日）      |                                                                     |                                                            |                  |                   |                  |                                                              |
| 15                                          | モハメド・ベアヴォギMohamed Béavogui                                | モハメド・ベアヴォギ Mohamed Béavogui                      | 2021年10月6日    | 2022年8月20日     | 無所属           | ママディ・ドゥンブヤ                                         |
| 16                                          | ベルナール・グム（英語版）Bernard Gomou                             | ベルナール・グム Bernard Gomou                             | 2022年8月20日    | 2024年2月27日     | 無所属           | ママディ・ドゥンブヤ                                         |
| 17                                          | バー・ウリ（英語版）Bah Oury                                        | バー・ウリ Bah Oury                                        | 2024年2月27日    | （現職）          | UDRG             | ママディ・ドゥンブヤ                                         |

### 所属政党
- PDG：ギニア民主党（英語版）
- PUP：統一進歩党
- UPG：ギニア進歩連合（英語版）
- GPT：ギニアはすべてのために
- Mil：軍
- UDRG：ギニア復興民主連合